# Кубок Шотландії з футболу 1881—1882
Кубок Шотландії з футболу 1881–1882 — 9-й розіграш кубкового футбольного турніру у Шотландії. Титул вшосте здобув Квінз Парк.

## Четвертий раунд
Команди Бейз, Дамбартон, Шотс, Сауз Вестерн, Вейл оф Тейз  пройшли до наступного раунду після жеребкування.
| Команда 1                        | Рахунок | Команда 2         |
| -------------------------------- | ------- | ----------------- |
| 12 листопада 1881                |         |                   |
| Единбург Юніверсіті              | 2:3     | Клайд             |
| Фолкерк                          | 3:1     | Мілтон оф Кемпсі  |
| Геленсбург                       | 1:1     | Артурлі           |
| Тісл                             | 0:1     | Партік Тісл       |
| Торнлібенк                       | 0:2     | Рейнджерс         |
| Вест Колдер                      | +:-     | Странрар          |
| 19 листопада 1881                |         |                   |
| Картвейл                         | 5:4     | Глазго Юніверсіті |
| Кілмарнок                        | 9:2     | Ауе Бойс          |
| Кілмарнок Атлетік                | 3:2     | Моучлайн          |
| Квінз Парк                       | 3:2     | Джонстоун         |
| Вест Бенгар                      | 4:4     | Гіберніан         |
| 19 листопада 1881 (перегравання) |         |                   |
| Артурлі                          | 1:0     | Геленсбург        |
| 26 листопада 1881 (перегравання) |         |                   |
| Гіберніан                        | 8:0     | Вест Бенгар       |

## П'ятий раунд
| Команда 1                     | Рахунок | Команда 2    |
| ----------------------------- | ------- | ------------ |
| 3 грудня 1881                 |         |              |
| Клайд                         | 4:5     | Картвейл     |
| Гіберніан                     | 2:6*    | Дамбартон    |
| Кілмарнок Атлетік             | 2:0     | Бейз         |
| Квінз Парк                    | 10:0    | Партік Тісл  |
| Сауз Вестерн                  | 1:2**   | Рейнджерс    |
| Вейл оф Тейз                  | 0:5     | Шотс         |
| 10 грудня 1881                |         |              |
| Артурлі                       | 4:1     | Кілмарнок    |
| Вест Колдер                   | 4:2     | Фолкерк      |
| 24 грудня 1881 (перегравання) |         |              |
| Гіберніан                     | 2:6     | Дамбартон    |
| Рейнджерс                     | 4:0     | Сауз Вестерн |

* - Гіберніан оскаржив результат матчу, було призначено повторний матч.
** - результат було скасовано, було призначено повторний матч.

## Чвертьфінали
| Команда 1                    | Рахунок | Команда 2 |
| ---------------------------- | ------- | --------- |
| 31 грудня 1881               |         |           |
| Вест Колдер                  | 3:5     | Картвейл  |
| 7 січня 1882                 |         |           |
| Квінз Парк                   | 15:0    | Шотс      |
| 14 січня 1882                |         |           |
| Кілмарнок Атлетік            | 5:1     | Артурлі   |
| 28 січня 1882                |         |           |
| Дамбартон                    | 2:1*    | Рейнджерс |
| 4 лютого 1882 (перегравання) |         |           |
| Дамбартон                    | 5:1     | Рейнджерс |

* - результат було скасовано, було призначено повторний матч.

## Півфінали
| Команда 1      | Рахунок | Команда 2         |
| -------------- | ------- | ----------------- |
| 18 лютого 1882 |         |                   |
| Дамбартон      | 11:2    | Картвейл          |
| Квінз Парк     | 3:2     | Кілмарнок Атлетік |

## Фінал
| 18 березня 1882 |

| Квінз Парк | 2:2 | Дамбартон |
| ---------- | --- | --------- |
|            |     |           |

| Кезкін-Парк, Глазго Глядачів: 12 000 |

### Перегравання
| 1 квітня 1882 |

| Квінз Парк | 4:1 | Дамбартон |
| ---------- | --- | --------- |
|            |     |           |

| Кезкін-Парк, Глазго Глядачів: 15 000 |